# Олізар Нарциз
Нарциз Олізар гербу Радван (пол. Narcyz Olizar, 1794, Загорув, Волинь — 9 серпня 1862 Сади біля Познані) — граф, сенатор-каштелян Царства Польського, посол на сеймі в 1831, письменник та ін. Учасник національно-визвольного повстання 1830—1831 років.
Брат Густава Олізара.

## Твори
- «Gawędy о Sąsiedztwie» (П., 1840),
- «M é moires» (ib., 1845; 2 изд., Лейпциг, 1871);
- «Pamiętniki oryginała» (Лейпциг, 1853; 2 изд., 1862)
- «Z Psalmów Psalmy» (Лейпциг, изд. 1857 и 1862).